# Vauvert (Paris)
Pour les articles homonymes, voir Vauvert.

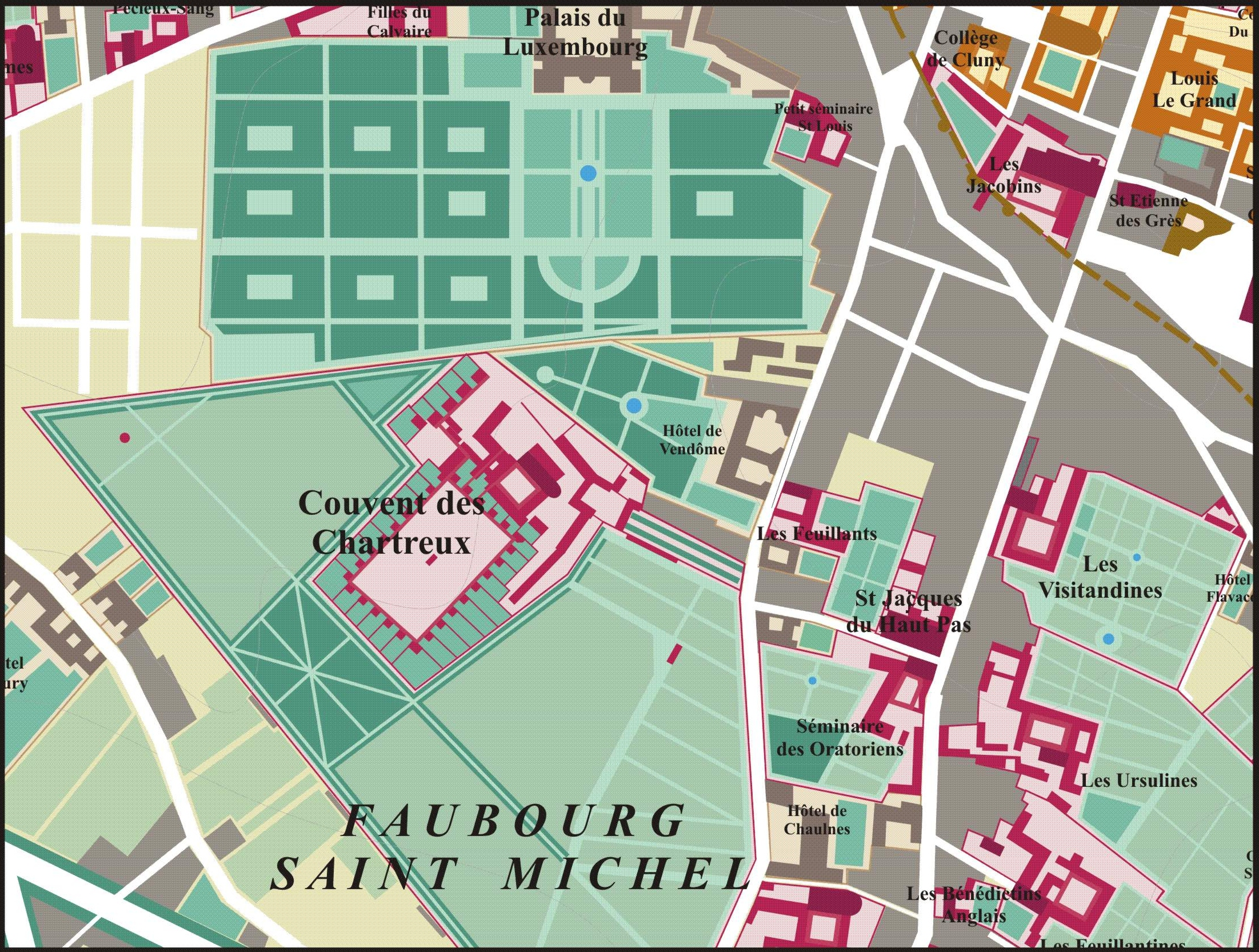
Carte du couvent des Chartreux édifié au Vauvert au XIIIe siècle.

Vauvert [vovɛʁ] est un ancien lieu-dit de Paris situé au sud ouest des actuelles rues Monsieur le Prince et Malebranche. Sans qu'il soit possible d'en définir de limites précises, c'est là que s'étendent aujourd'hui le jardin du Luxembourg et le quartier construit autour du square de l'avenue de l'Observatoire.

## Histoire
Au début du XIe siècle, le roi Robert le Pieux, qui mourut en 1031, décide d'établir sa résidence hors de Paris, dans un vallon planté de vignes et appelé Vauvert, qui se prononce alors [vawvɛʁt] un peu comme avec l'accent anglais ou québécois, c'est-à-dire le val vert. Situé au sud ouest du Paris d'alors, ce vallon n'est autre que ce que nous connaissons aujourd'hui comme le Jardin du Luxembourg. Il descend à l'ouest du cardo, actuelle rue Saint Jacques, depuis le Mont au sud de la limite de Lucotèce, dont l'enceinte ne sera construite qu'un siècle plus tard. L'acquisition est facilitée par le fait que le terrain constitue la partie extrême, au nord ouest, de la censive du seigneur de Gentilly, qui se trouve être depuis 878 le suffragant de Paris. Le roi par la même occasion fait embellir l'église voisine de Notre Dame des Vignes.
À la mort du roi, le château de Vauvert est bientôt abandonné et devient très vite un lieu inquiétant. Ses murs tombent en ruine et servent de refuge à une population de brigands et de mendiants, ce qui fait du château de Vauvert une véritable cour des miracles. Les témoignages de l'époque évoquent des cris et des hurlements en provenant. On en conclut vite que c'était un lieu maléfique, ce qui donnera naissance à l'expression populaire aller au diable Vauvert.
En 1257, le roi Louis IX concède le terrain de Vauvert aux Chartreux qui y établissent un monastère, la Chartreuse de Paris. Celui-ci prospérera jusqu'à la Révolution française et deviendra célèbre pour ses pépinières (qui ont été conservées jusqu'à nos jours, au sud des Jardins du Luxembourg).

## Au diable Vauvert

### Expression«vicieuse»au diable vert
Déjà, au XIXe siècle, le Littré note : « Quelques-uns disent aller au diable au vert ; mais cela est vicieux. » Aujourd'hui, au diable au vert se dit et est critiqué par les ouvrages de référence tant en France qu'au Québec.

### Origine selonLa Curne
« À Paris, on appelait Vauvert l'endroit où le roi Robert avoit fait bâtir un palais ; mais comme il y avoit beaucoup de carrières aux alentours et que le vent, s'y engouffrant, faisoit un grand bruit, le peuple s'imagina que les diables y revenoient. Saint Louis, pour les en chasser, donna le palais aux Chartreux. (Mén. Dict.) - Depuis ce temps, le diable de Vauvert passa en proverbe : " Quoy voyant Artile, commença à tempester par le logis, faisant le diable de Vauvert. " (Nuits de Strapar. II, p. 15.) D'après Borel, il y avoit dans la Chartreuse un puits où plusieurs moines se précipitèrent de désespoir. On fit croire que le diable de Vauvert les y avait jetés. »

### Origine selonLittré
« Saint-Foix (Essais sur Paris) raconte que, sous le règne de saint Louis, des chartreux, possesseurs à Gentilly d'une très belle maison qu'ils tenaient de ce prince, et mis en appétit par ce cadeau, s'avisèrent de convoiter le château abandonné de Vauvert, bâti autrefois par le roi Robert dans la rue qu'on nomme aujourd'hui rue d'Enfer, et qu'ils voyaient de leurs fenêtres. Le demander sans aucune raison valable, c'eût été s'exposer à un refus, même de la part du pieux monarque. Les moines préférèrent employer la ruse ; à leur commandement une légion d'esprits peupla le château, dont personne n'osa bientôt plus s'approcher ; et, comme on le pense bien, le roi fut, un beau jour, enchanté de trouver les bons pères, pour se débarrasser de cette maudite propriété qu'ils se chargeaient bravement de disputer aux revenants. Telle est l'origine du diable de Vauvert ou diable Vauvert. Vauvert est val vert, vallée verte. »
Les ouvrages de référence ne semblent donc pas s'accorder sur l'origine de l'expression. Le Dictionnaire des difficultés de la langue française d'Adolphe Thomas abonde dans le sens du Littré.

## Dans la littérature
Le monstre vert  dans contes et facéties  de Gérard de Nerval .